# Werner Scheibert
Gustav Heinrich Rudolf Otto Werner Scheibert (* 9. August 1911; † 12. März 1985) war ein deutscher Ingenieur, spezialisiert auf die Produktion von Spanplatten, und Autor des Buches Spanplatten: Herstellung, Verarbeitung, Anwendung von 1958. Es ist eines der ersten technischen Werke, das sich diesem neuen Material widmete. Im Laufe seiner Karriere war er für die Inbetriebnahme zahlreicher Spanplattenwerke in Europa verantwortlich und leistete einen bedeutenden Beitrag zur Entwicklung der Holzindustrie.

## Leben
Werner Scheibert spielte eine entscheidende Rolle bei der Weiterentwicklung der Spanplattentechnologien. Durch seine Expertise koordinierte und optimierte er die Produktionsprozesse und trug so zur Expansion dieses Industriezweigs bei.
Da er aufgrund des frühen Todes seines Vaters bereits in seiner Jugend arbeiten musste, begann er zunächst mit der Dekoration von Holzinnenräumen für Yachten jener Zeit. Dabei wurde er von Investoren entdeckt, die eine Pianofabrik in der Stadt Eisenach, Thüringen, erworben hatten. Er wurde beauftragt, die Fabrik zu reorganisieren, und behielt nur eine kleine Abteilung für den Klavierbau bei, während er die Anlage in eine Möbelproduktion umwandelte. In diesem Zusammenhang perfektionierte und verfeinerte er die Herstellung von Spanplatten und veröffentlichte 1958 das Buch Spanplatten: Herstellung, Verarbeitung, Anwendung. Bis zu seiner Pensionierung war er als Berater im Ministerium für Industrie im Bereich der Spanplattenproduktion tätig. Seine Arbeit beeinflusste zahlreiche Spanplattenwerke, von denen die meisten auf seinen Methoden und Systemen basierten. 

## Familie
Scheibert war mit Katharina-Henriette Scheibert (geb. Pullmann) verheiratet. Das Paar hatte drei Kinder: Hilke (1939), Wolf (1941) und Heide (1943). Nach seiner Pensionierung setzte sein Sohn Wolf Scheibert seine Arbeit fort, entwickelte die Spanplattenindustrie weiter und nahm mehrere Werke in Betrieb, darunter auch das Kronospan-Werk in Sebeș, Rumänien. Die Beiträge von Werner Scheibert in diesem Bereich bleiben bedeutend, und sein Buch wird noch immer als Fachliteratur von Industrieexperten genutzt.

## Veröffentlichungen
- Spanplatten: Herstellung, Verarbeitung, Anwendung. Fachbuchverlag, Leipzig 1958

| Personendaten    | Personendaten                                                      |
| ---------------- | ------------------------------------------------------------------ |
| NAME             | Scheibert, Werner                                                  |
| ALTERNATIVNAMEN  | Scheibert, Gustav Heinrich Rudolf Otto Werner (vollständiger Name) |
| KURZBESCHREIBUNG | deutscher Ingenieur                                                |
| GEBURTSDATUM     | 9. August 1911                                                     |
| STERBEDATUM      | 12. März 1985                                                      |